# Luis Resto (boxe anglaise)
Pour les articles homonymes, voir Luis Resto.
Luis Resto est un boxeur portoricain poids welters né le 11 juin 1955.

## Biographie
Il commence sa carrière de boxeur professionnel en 1977 à l'âge de 22 ans et remporte ses 6 premiers combats dont 2 par KO. Prometteur, il part habiter à New York et il s'adjoint l'entraîneur renommé Panama Lewis (en). Mais pour son 7e combat, il est battu en deux rounds par Bruce Curry, le frère de Donald Curry. La suite de sa carrière est assez désastreuse, encaissant sept défaites et seulement quelques victoires mineures. Pourtant, en 1983 il remporte deux victoires significatives qui l'amènent à rencontrer le très prometteur Billy Collins, Jr.

## Polémique
Avant le combat contre Collins, Panama Lewis retire le rembourrage de ses gants, pour le remplacer par du plâtre. C'est comme s'il boxait avec deux poings en plâtre. De ce fait, Luis Resto assène de violents coups à Billy Collins pendant les 10 rounds et est déclaré vainqueur. Après le combat, les séquelles de Collins s'avèrent importantes et nuisibles à sa carrière si prometteuse. En effet, il perd l'usage d'un œil à la suite d'une lésion de la rétine. Billy Collins, Jr. se tue neuf mois plus tard dans un accident de voiture près de chez lui. Pour beaucoup, ce décès est la suite logique du combat. Quant à Resto, la supercherie est découverte par le FBI. Lui et son entraîneur sont arrêtés pour blessures avec armes (poings du boxeur) et en 1986 le conseil international de boxe annule la victoire de Resto et les envoie en conseil disciplinaire. Luis Resto est alors suspendu à vie, ce qui fut la plus lourde suspension de boxe de tous les temps. Quant à Panama Lewis, il en est de même mais cela ne l'empêche pas d'entraîner François Botha.